# Secret Garden (Apink)
Secret Garden è il terzo EP del gruppo femminile sudcoreano Apink, il 5 luglio 2013.

## Tracce
1. U You – 3:25
2. No No No – 3:40
3. Lovely Day – 3:00
4. I Need You (난 니가 필요해; Nan Niga Pilyohae) – 3:49
5. Secret Garden – 4:03
6. NoNoNo (Instrumental) – 3:40

## Classifiche
| Classifica (2013) | Posizione massima |
| ----------------- | ----------------- |
| Corea del Sud     | 2                 |